# 17462 Takahisa
17462 Takahisa este un asteroid din centura principală de asteroizi.

## Descriere
17462 Takahisa este un asteroid din centura principală de asteroizi. A fost descoperit pe 22 octombrie 1990 la Kitami de Kin Endate și Kazuro Watanabe. Asteroidul prezintă o orbită caracterizată de o semiaxă mare de 2,27 ua, o excentricitate de 0,18 și o înclinație de 8,9° în raport cu ecliptica.